# Ronan McCormack
Pas d'image ? Cliquez ici

a Compétitions nationales et continentales officielles uniquement.

Ronan McCormack, né le 27 avril 1977 à Dublin (Irlande), est un joueur de rugby à XV, qui joue avec le Leinster, évoluant au poste de pilier.

## Carrière

### En club
Il évolue en club d'abord au St. Mary's College RFC, puis à l'University College Dublin RFC. Il joue en coupe d'Europe de rugby et en Ligue Celte avec le Leinster. Il a auparavant évolué dans deux autres provinces irlandaises, le Connacht et l'Ulster.
- 2001-2003 : Connacht
- 2003-2005 : Ulster
- Depuis 2005 : Leinster

## Palmarès

### En club
- Champion de la Celtic League en 2008
- Vainqueur de la Coupe d'Europe en 2009